# Gustaf Wilhelm Bucht
Gustaf Wilhelm Bucht, född 22 maj 1848 i Överluleå, död 1894 i Luleå, var en svensk kartograf, bergsbestigare och ingenjör.
Gustaf Wilhelm Bucht var yngsta barn till Lars Johan Bucht. Han gick på läroverket i Piteå tre år och var därefter praktikant hos kommissionslantmätaren J.E. Sandström i Öjebyn. Han blev kartograf vid Norrbottens ekonomiska kartverk 1872 och blev 1884 förman vid dess station i Luleå. Två år tidigare hade han också blivit stadsingenjör i Luleå, med tjänstledighet under mätsäsongerna med barmark. Han var ledamot i Luleå stads stadsfullmäktige från 1884.
År 1879 besteg han i tjänsten fjäll i Sarek. Han lämnade Luleå med sin medarbetare majoren Ståhl den 27 juni, kom till Jokkmokk sent på kvällen den 28 juni och senare från Vajkijaure till fots och från Luleluspen med roddbåt. Den 7 juli var Wilhelm Bucht framme på andra sidan Lilla sjöfallet på södra sidan sjön Suorvajaure, efter det att expeditionen splittrats dagen före på uppsidan av sjön Langas. Den 28 juli besteg han i sällskap med samiska bärare Sarektjåkko, som han mötte in som 2 125 meter högt. Detta var den första bestigningen av Sareks högsta bergstopp.
År 1880 mätte Gustaf Wilhelm Bucht och Leonard Lind in fjäll i Kebnekaisemassivet och besteg då ett antal toppar. De fann då att Kebnekaises sydtopp var Sveriges högsta bergstopp, uppskattad till 2 135 meter. Det är oklart om Bucht besteg Kebnekaises sydtopp eller inte. Dokumentation om en sådan bestigning saknas, men Buchts dagbok från den aktuella möjliga tidpunkten har förkommit.
Han var gift med Rosa Högström (född 1853) och hade fem barn.